# Rue Antonin-Perbosc
Pour les articles homonymes, voir Perbosc.
La rue Antonin-Perbosc (en occitan : carrièra Antonin Perbosc) est une voie de Toulouse, chef-lieu de la région Occitanie, dans le Midi de la France.

## Situation et accès

### Description
La rue Antonin-Perbosc est une voie publique. Elle se trouve dans le quartier des Chalets, dans le secteur 1 - Centre. Elle naît perpendiculairement à la rue Godolin.
La chaussée compte une seule voie de circulation automobile à sens unique. Elle est définie comme une zone 30 et la vitesse y est limitée à 30 km/h. Il n'existe pas de piste, ni de bande cyclable, quoiqu'elle soit à double-sens cyclable.

### Voies rencontrées
La rue Antonin-Perbosc rencontre les voies suivantes, dans l'ordre des numéros croissants :
1. Rue Godolin
2. Impasse Mas
3. Rue de la Balance

### Transports
La rue Antonin-Perbosc n'est pas directement desservie par les transports en commun Tisséo. Elle est proche cependant du boulevard d'Arcole où se trouvent les arrêts des lignes de Linéo L1 et de bus 14294570. Les stations de métro les plus proches sont les stations Jeanne-d'Arc et Compans-Caffarelli, toutes deux sur la ligne de métro . Au nord, le long du boulevard Matabiau se trouvent les arrêts des lignes de bus 1527, à proximité de la station de métro Canal-du-Midi.
Les stations de vélos en libre-service VélôToulouse les plus proches sont les stations no 91 (48 boulevard d'Arcole) et no 92 (31 rue des Chalets).

## Odonymie
La rue est nommée, par décision du conseil municipal du 12 avril 1947, en mémoire d'Antonin Perbosc (1861-1944), écrivain et poète occitan, maître des Jeux floraux. La rue, lorsqu'elle fut ouverte en 1904, fut désignée comme la rue Neuve-de-la-Balance – elle était tout proche de la rue de la Balance, qui devait ce nom à une ancienne auberge à l'enseigne de la Balance.

## Patrimoine et lieux d'intérêt
- no  11 : maison (premier quart du XXe siècle)[3].
- no  13 : maison (premier quart du XXe siècle)[4].
- no  23 : maison toulousaine (premier quart du XXe siècle)[5].
- no  23 bis-25 bis : maisons (deuxième quart du XXe siècle)[6],[7],[8],[9].